# Windischgrätzovský palác
Windischgrätzovský nebo Windischgrätzův, či jen Windischgrätzský palác, původně palác Kagerů ze Štampachu, je pozdně barokní objekt v ulici Letenská č. 119/3, na Malé Straně na Praze 1, zasahující svou zadní částí do Vojanových sadů v ulici U lužického semináře. Je chráněn jako kulturní památka České republiky.
Palác vznikl v 1. polovině 18. století sloučením dvou raně barokních objektů. Tvoří ho třípatrová hlavní budova obrácená do Letenské ulice a tři jednopatrová křídla kolem obdélného dvora. Hlavní křídlo má výraznou fasádu, která vznikla převzetím raně barokních forem při sjednocení původních objektů. Na jihovýchodní část navazovala původně barokní palácová zahrada, která byla po povodni v roce 2002 zadlážděna a je přístupná z ulice U lužického semináře.